# 애너하임 덕스
애너하임 덕스(영어: Anaheim Ducks)는 미국 캘리포니아주 애너하임에 소재한 프로 아이스하키 팀이다. 이 팀은 1993년에 창단되었으며, 현재 NHL 서부 콘퍼런스 퍼시픽 디비전에 속해 있다.

## 역대 홈경기장
| 경기장    | 사용기간    | 수용인원 | 장소                  | 비고                                                                  |
| --------- | ----------- | -------- | --------------------- | --------------------------------------------------------------------- |
| 혼다 센터 | 1993년~현재 | 17,174명 | 캘리포니아주 애너하임 | 폰드 오브 애너하임(1993년) 애로 헤드폰드 오브 애너하임(1993년~2006년) |

## 영구 결번
에너하임 덕스는 총 세 개의 영구 결번이 있다. 테무 셀랜네의 등번호 8번은 2015년 1월 11일 위니펙 제츠 경기 전에, 폴 카리야의 등번호 9번은 2018년 10월 21일 버펄로 세이버스 경기 전, 스콧 니더메이어는 2019년 2월 17일 워싱턴 캐피털스 경기 전에 각각 결번됐다.
NHL은 2000년 NHL 올스타전에서 웨인 그레츠키의 등번호 99번을 전 구단 결번으로 지정했다.
| 번호 | 선수명          | 포지션   | 활동 기간               | 지정일           |
| ---- | --------------- | -------- | ----------------------- | ---------------- |
| 8    | 테무 셀랜네     | 라이트윙 | 1996~2001년 2005~2014년 | 2015년 1월 11일  |
| 9    | 폴 카리야       | 레프트윙 | 1994~2003년             | 2018년 10월 21일 |
| 27   | 스콧 니더메이어 | 수비수   | 2005~2010년             | 2019년 2월 17일  |

비고
- 셀랜네는 덕스에서 뛴 15시즌 중 14시즌 동안 등번호 8번을 사용했다. 다시 8번으로 돌아오는 2006-07 시즌 전인 2005-06 시즌에는 등번호 13번을 달았다.